# Corruzione (ordinamento italiano)
La corruzione, nel diritto italiano, è riconducibile a diverse fattispecie criminose, disciplinate nel codice penale italiano; le ultime innovazioni in tema sono state apportate dalla legge Severino nel 2012

## Tipologia

### Corruzione per l'esercizio della funzione
In base all'art. 318 del Codice Penale il pubblico ufficiale che, per l'esercizio delle sue funzioni o dei suoi poteri, indebitamente riceve, per sé o per un terzo, denaro o altra utilità o ne accetta la promessa è punito con la reclusione da uno a sei anni. Questa forma di corruzione viene definita corruzione impropria antecedente poiché l'oggetto della prestazione che il pubblico ufficiale offre in cambio del denaro o dell'altra utilità che gli viene data o promessa, è un atto proprio dell'ufficio e la promessa o la dazione gli vengono fatti prima che egli compia l'atto. Il disvalore della condotta è sicuramente minore poiché pur nella violazione dei beni giuridici di imparzialità e buon andamento della pubblica amministrazione non ci sono atti che ledano gli interessi della stessa, come avviene invece nella corruzione propria con ritardi o omissione di atti dovuti ovvero con il compimento di atti contrari ai doveri d'ufficio.

### Corruzione per un atto contrario ai doveri d'ufficio
In base all'art. 319 del Codice Penale il pubblico ufficiale che, per omettere o ritardare o per aver omesso o ritardato un atto del suo ufficio, ovvero per compiere o per aver compiuto un atto contrario ai doveri di ufficio, riceve per sé o per un terzo, denaro o altra utilità, o ne accetta la promessa, è punito con la reclusione da sei a dieci anni. È definita questa corruzione propria ed è la forma più grave di corruzione poiché danneggia l'interesse della pubblica amministrazione a una gestione che rispetti i criteri di buon andamento e imparzialità (art. 97 cost). Di questo reato (corruzione per un atto contrario ai doveri d'ufficio, art. 319 c.p.) può essere ritenuto responsabile anche un Consigliere Regionale per comportamenti tenuti nella sua attività legislativa. In base alla definizione dell'art. 357 c.p. è pubblico ufficiale anche colui che esercita una funzione legislativa.

## Circostanze aggravanti
L'art. 319-bis del codice penale, introdotto dalla legge 26 aprile 1990, n. 86, prevede che la pena per la corruzione per un atto contrario ai doveri d'ufficio sia aumentata quando il fatto ha per oggetto il conferimento di pubblici impieghi o stipendi o pensioni o la stipulazione di contratti nei quali sia interessata l'amministrazione alla quale il pubblico ufficiale appartiene.

### Corruzione in atti giudiziari
In base all'articolo 319-ter del Codice penale, introdotto dalla legge 26 aprile 1990, n. 86, prevede che, nel caso in cui i fatti di corruzione (sia propria che impropria) siano commessi per favorire o danneggiare una parte in un processo civile, penale o amministrativo, si applichi la pena della reclusione da sei a dodici anni;
Se dal fatto deriva l'ingiusta condanna di taluno alla reclusione non superiore a cinque anni, la pena è della reclusione da sei a quattordici anni;
Se dal fatto deriva l'ingiusta condanna alla reclusione superiore a cinque anni o all'ergastolo, la pena è della reclusione da otto a venti anni.

### Corruzione di persona incaricata di un pubblico servizio
In base all'articolo 320 del codice penale i casi di corruzione propria e di corruzione impropria che vedono coinvolto un incaricato di pubblico servizio sono puniti allo stesso modo di quando essi vedono coinvolto un pubblico ufficiale. In ogni caso, le pene sono ridotte in misura non superiore a un terzo.

### Istigazione alla corruzione
L'articolo 322 del codice penale prevede che chiunque cerchi di corrompere una persona senza riuscirci è punito con le medesime pene previste ma nel caso in cui qualora l'offerta o la promessa non sia accettata esse sono ridotte di un terzo.

### Corruzione di membri e funzionari delle Comunità europee e di Stati esteri
L'articolo 322-bis del codice penale, introdotto dalla legge 29 settembre 2000, n. 300, prevede che le pene previste per i reati di corruzione si applichino anche se i tali reati riguardano membri e funzionari delle Comunità europee e di Stati esteri. 
Con l'entrata in vigore dell'articolo 1, comma 1, lettera o), numero 5-quater della legge 9 gennaio 2019, n. 3 le citate previsioni incriminatrici atterranno anche "ai membri delle assemblee parlamentari internazionali o di un'organizzazione internazionale o sovranazionale e dei giudici e funzionari delle corti internazionali".

## Pene previste
In base all'articolo 321 del codice penale per tutti i tipi di corruzione sopra descritti il corruttore è punito con le medesime pene del corrotto.

### Confisca
L'articolo 322-ter del codice penale, introdotto dalla legge 29 settembre 2000, n. 300, prevede che in caso di condanna o patteggiamento, sia sempre ordinata la confisca dei beni che ne costituiscono il profitto o il prezzo, salvo che appartengano a persona estranea al reato, ovvero, quando essa non è possibile, la confisca di beni, di cui il reo ha la disponibilità, per un valore corrispondente a tale prezzo o profitto.
Il giudice, con la sentenza di condanna, determina le somme di denaro o individua i beni assoggettati a confisca in quanto costituenti il profitto o il prezzo del reato ovvero in quanto di valore corrispondente al profitto o al prezzo del reato.

### Riparazione pecuniaria
L'articolo 322-quater del codice penale, introdotto dalla legge 27 maggio 2015, n. 69 prevede che, in caso di condanna è sempre ordinato il pagamento di una somma pari all'ammontare di quanto indebitamente ricevuto dal pubblico ufficiale o dall'incaricato di pubblico servizio a titolo di riparazione pecuniaria in favore della pubblica amministrazione italiana.
La medesima disposizione è prevista in caso di patteggiamento dal comma 1-ter dell'articolo 444 del codice di procedura penale italiano.

## Campagne di sensibilizzazione sociale
Nel gennaio del 2013 è stata promossa, da parte delle associazioni Libera. Associazioni, nomi e numeri contro le mafie e Gruppo Abele, la campagna Riparte il futuro per sensibilizzare l'opinione pubblica sul problema. Grazie a questa campagna  virale di sensibilizzazione sono state emanate alcuni provvedimenti: la delibera per bloccare i vitalizi per i parlamentari condannati; l'inserimento degli ecoreati nel codice penale, la riforma del 416 ter c.p., il reato di voto di scambio politico-mafioso, l'emanazione del decreto legislativo 25 maggio 2016, n. 97 sulla libertà di informazione e il diritto di accesso agli atti amministrativi.